# Зілленіали
Зілленіали (або зеніали, англ. Zillennials або Zennials) — це соціальна когорта, яка охоплює людей, народжених на межі або в останні роки покоління міленіалів і перші роки покоління Z. Їхнє положення між двома поколіннями та обмежена вікова група дозволяють характеризувати їх як «мікропокоління». Зазвичай вони є дітьми молодших бебі-бумерів або покоління X.
Більшість представників цього покоління досягли повноліття у 2010-х роках. Зілленіали стали першою групою, яка пережила раптову глобальну цифрову революцію кінця 2000-х і 2010-х років, освоюючи мобільний LTE-інтернет, мобільні телефони та смартфони.
Зілленіали здатні «перемикатися» між поколіннями, демонструють високий рівень цифрової грамотності й частіше ідентифікують себе як представників меншості. Вони менш заможні, але більш економічно захищені, ніж покоління Z, маючи значну купівельну спроможність, особливо в порівнянні з міленіалами. Зілленіали вирізняються високою лояльністю до брендів, низькою чутливістю до цін і стабільними моделями споживання.

## Етимологія
Термін «зілленіали» є поєднанням слів «Generation Z» та «Millennial». Аналогічний термін «зеніали» також використовується. Інші назви, запропоновані для цього мікропокоління, включають «покоління Snapchat», «МіньйонZ» і «GenZennials», згаданий компанією Ketchum.

## Дата народження та віковий діапазон
Згідно з Pew Research Center, «межі між поколіннями не є точною наукою». Аналітичний центр визначає стандартне покоління як «зазвичай від 15 до 18 років» із «великою різноманітністю думок, досвіду та поведінки в межах покоління». Зілленіали — це ті, хто народився на межі між поколіннями міленіалів і Z або ближче до кінця епохи міленіалів.
Точний діапазон дат народження для цього мікропокоління не визначений. Ейвері Хартманс, пишучи для Business Insider, посилається на дослідження американських споживачів і визначає зілленіалів як людей, народжених між 1990 і 2000 роками. Автори Ганна Убль, Ліза Вальден і Дебра Арбіт окреслюють цей діапазон як 1992—1998 роки, як і Мері Еверетт у статтях для PopSugar і Vogue. Дослідження WGSN також відзначає ці межі.
Компанія Ketchum визначає «GenZennials» як народжених із 1992 до 2000 року. Соціолог із Бостонського університету Дебора Карр зазначає, що зілленіали — це ті, хто народився «приблизно» між 1992 і 2002 роками.
Інші джерела пропонують різні діапазони:
- 1993—1998 (згідно з Деоном Смітом (HR Future)[13], Мейсі Фаррен (Vice)[20], Ліндсі Догсон (Business Insider Mexico)[21], Britannica[22] та MetLife)[23].
- 1993—1999 (дослідження Fullscreen[10] і автори Фонс Тромпенаарс та Пітер Вулліамс[24]).
- 1995—2000 (визначення авторки Мері Донаг'ю)[25].

## Характеристика
Зілленіали перебувають під впливом якостей обох сусідніх поколінь: попередніх міленіалів та наступного покоління Z. Часто вони мають сильний, але поляризований зв'язок із одним із цих поколінь більше, ніж із іншим.
Згідно з дослідженням WGSN, члени цього мікропокоління вважають «гнучкість» свого вікового класу дещо тривожною, оскільки це може «завдати шкоди їхньому статусу та внеску в робоче середовище через ейджизм». Дослідження показало, що деякі зілленіали надають перевагу тому, щоб їх сприймали як міленіалів на роботі, оскільки це асоціюється з професіоналізмом. Водночас молодші зілленіали відчувають, що вони «надто молоді», щоб їх зараховували до міленіалів.
Через стрімкі демографічні зміни у 2010-х роках соціологи припускають, що між поколінням міленіалів і поколінням Z може існувати ще одне мікропокоління. Це зазначає автор Тім Елмор у своїх дослідженнях.